# I Know You Want Me (Calle Ocho)
I Know You Want Me (Calle Ocho) è un singolo del rapper statunitense Pitbull, pubblicato il 24 febbraio 2009 come secondo estratto dal quinto album in studio Rebelution.

## Descrizione
Il brano utilizza campionamenti di Street Player dei Chicago e di 75 Brazil Street di Nicola Fasano Vs Pat Rich.  Il titolo è un riferimento alla strada di Miami Calle Ocho.
Nello stile del brano vengono mischiati reggaeton, hip hop, dance e house con le chitarre flamenco suonate e registrate da Gianni Chiarparini.

## Promozione
Il brano è stato utilizzato per il primo trailer del film d'animazione Il gatto con gli stivali, quinto film della serie di Shrek.

## Successo commerciale
Il singolo ha raggiunto la posizione numero 2 della Billboard Hot 100 negli Stati Uniti, che rende di Pitbull singolo di maggior successo fino ad oggi. Nel Regno Unito il singolo ha debuttato alla numero 53 per poi elevare alla numero 28 la settimana successiva, la terza settimana ha raggiunto la 13 e nella quarta settimana ha raggiunto la posizione numero 9, dando Pitbull il suo primo singolo top 10 nel Regno Unito. La settimana successiva si è trasferita di nuovo alla numero 7, piazzandosi alla 4 una settimana dopo.
La canzone ha anche raggiunto la posizione numero 7 in Australia e la 6 in Italia. Ha inoltre raggiunto la posizione numero 1 nelle classifiche francesi.

## Video musicale
Il videoclip è stato reso disponibile a partire dal 9 marzo 2009 sul canale YouTube dell'etichetta Ultra Records.

## Tracce
Download digitale
1. I Know You Want Me (Calle Ocho) – 4:07

CD-Single
1. I Know You Want Me (Calle Ocho) (Radio Edit) – 3:43
2. I Know You Want Me (Calle Ocho) (Extended) – 4:26

EP Digitale
1. I Know You Want Me (Calle Ocho) (More English Radio Edit) – 3:40
2. I Know You Want Me (Calle Ocho) (Radio Edit) – 4:04
3. I Know You Want Me (Calle Ocho) (More English Mix) – 3:03
4. I Know You Want Me (Calle Ocho) (More English Extended Mix) – 4:26

## Classifiche
| Classifica (2009) | Posizione massima |
| ----------------- | ----------------- |
| Australia         | 6                 |
| Austria           | 3                 |
| Belgio (Fiandre)  | 1                 |
| Belgio (Vallonia) | 2                 |
| Canada            | 2                 |
| Danimarca         | 6                 |
| Finlandia         | 2                 |
| Francia           | 1                 |
| Irlanda           | 5                 |
| Italia            | 6                 |
| Norvegia          | 5                 |
| Nuova Zelanda     | 3                 |
| Paesi Bassi       | 2                 |
| Spagna            | 1                 |
| Svezia            | 3                 |
| Svizzera          | 2                 |
| Turchia           | 4                 |
| Stati Uniti       | 2                 |